# Sant'Antonino (Alta Córsega)
Sant'Antonino é uma comuna francesa na região administrativa de Córsega, no departamento da Alta Córsega. Estende-se por uma área de 4,1 km². 
Pertence à rede das As mais belas aldeias de França.